# 조너선 립니키
조너선 리프니키(Jonathan Lipnicki, 1990년 10월 22일 ~ )는 미국의 배우이다.

## 출연 작품

### 영화
- 제리 맥과이어 (1996)
- 스튜어트 리틀 (1999)
  - 스튜어트 리틀 2 (2002)
- 리틀 뱀파이어 (2000)
- 라이크 마이크 (2002)

### 텔레비전
- 도슨의 청춘일기 (2000)